# Colette et son mari
Pour plus de détails, voir Fiche technique et Distribution.
Colette et son mari est un film français réalisé par André Pellenc et sorti en 1934.

## Fiche technique
- Titre : Colette et son mari
- Autre titre : Les Amoureux de Colette
- Réalisation : André Pellenc
- Scénario : René Gaillard
- Dialogues : René Gaillard
- Musique : Roland Dorsay
- Production : Ixia Film
- Pays d'origine :  France
- Genre : Comédie
- Durée : 50 minutes
- Date de sortie : 
  - France : 23 février 1934[1]

## Distribution
- Colette Darfeuil
- André Roanne
- Marfa Dhervilly
- Georges Melchior
- Marcel Carpentier